# FK Haradzeja
FK Haradzeja  was een Wit-Russische voetbalclub uit Haradzeja in het district Nesvizh van de oblast Minsk. De club gebruikte zelf in het logo de Russische naam FK Gorodeja.
De club werd in 2004 opgericht als zaalvoetbalclub en ging in 2007 ook veldvoetbal spelen. In 2008 kwam Haradzieja uit in de Druhaja Liga en vanaf 2010 in de Persjaja Liga. In 2016 debuteerde de club op het hoogste niveau na een tweede plaats in de Persjaja Liga. In februari 2021 ging de club failliet.